# Léguevin
Léguevin är en kommun i departementet Haute-Garonne i regionen Occitanien i södra Frankrike. Kommunen ligger i kantonen Léguevin som tillhör arrondissementet Toulouse. År 2022 hade Léguevin 9 710 invånare.

## Befolkningsutveckling
Antalet invånare i kommunen Léguevin
Referens:INSEE

## Monument

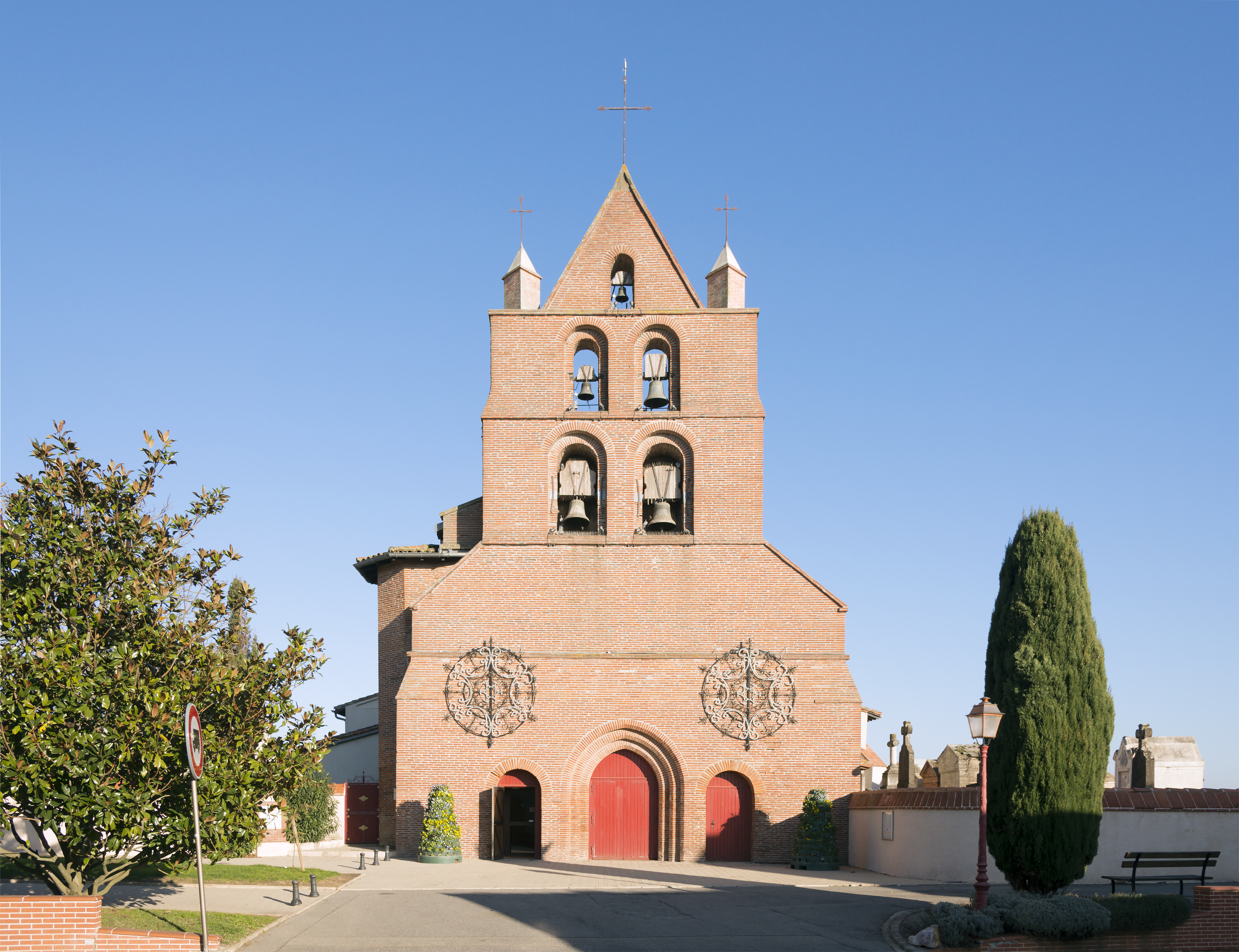
Kyrkan.
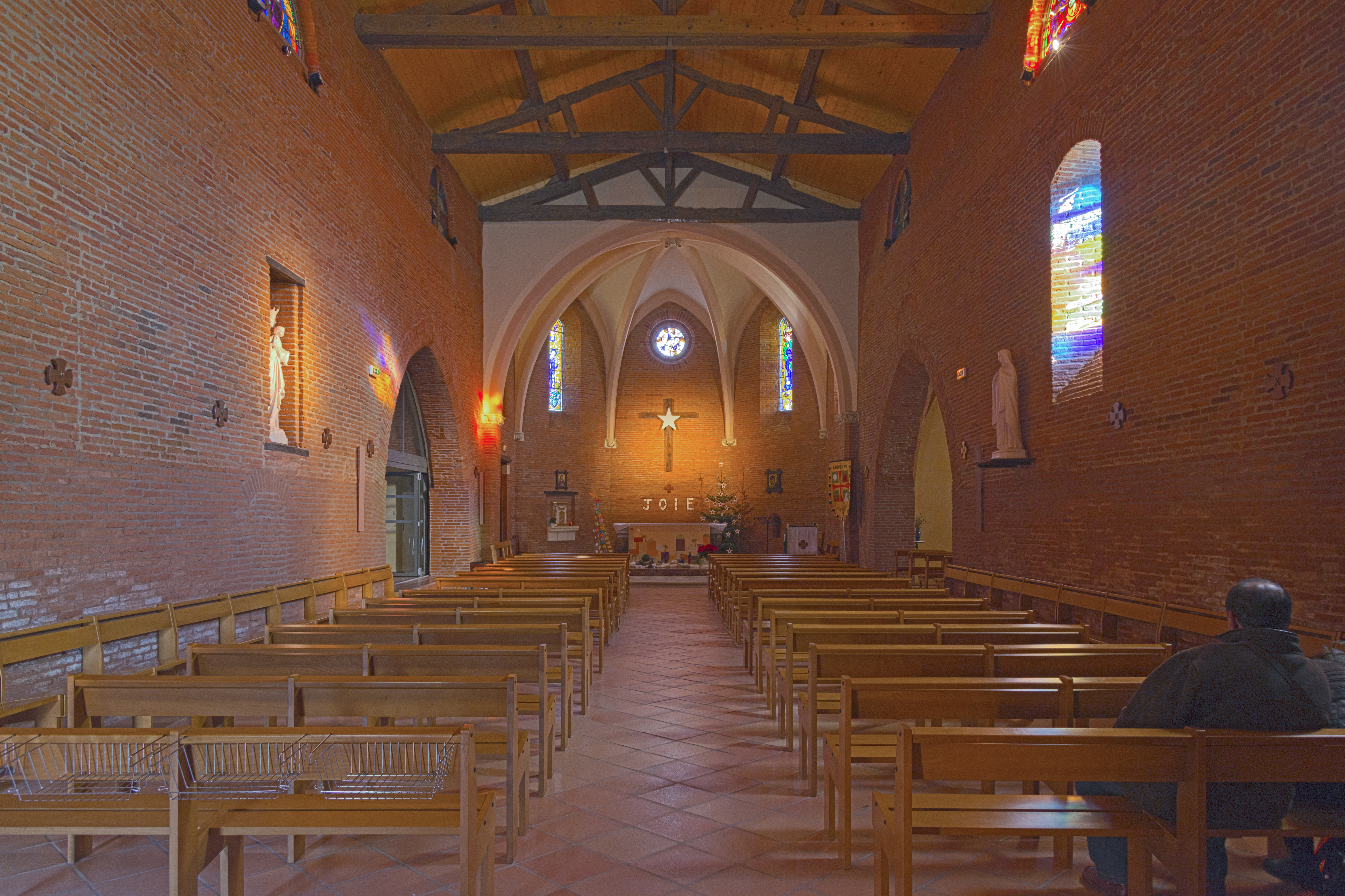
Skeppet.
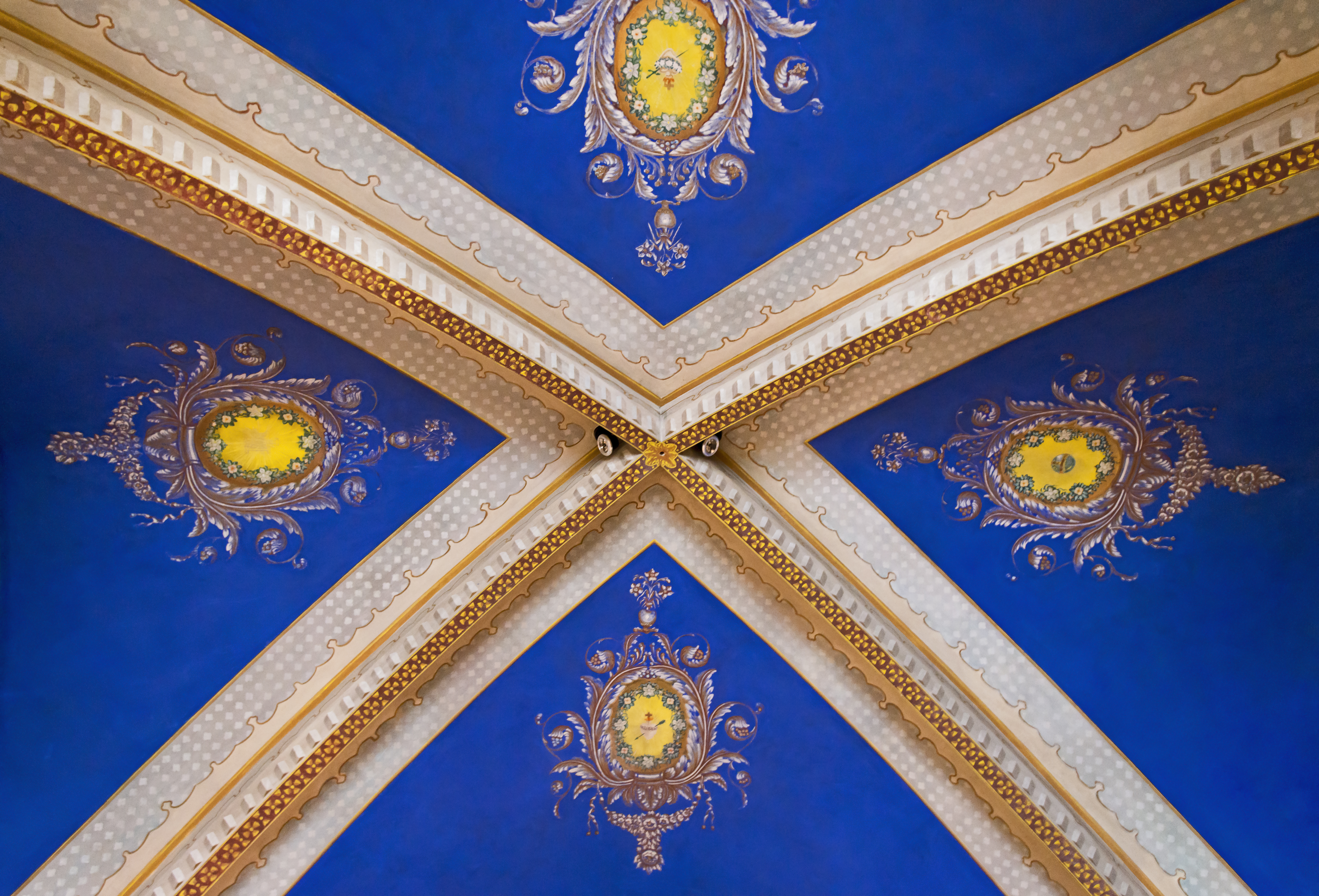
Taket på kyrkan.
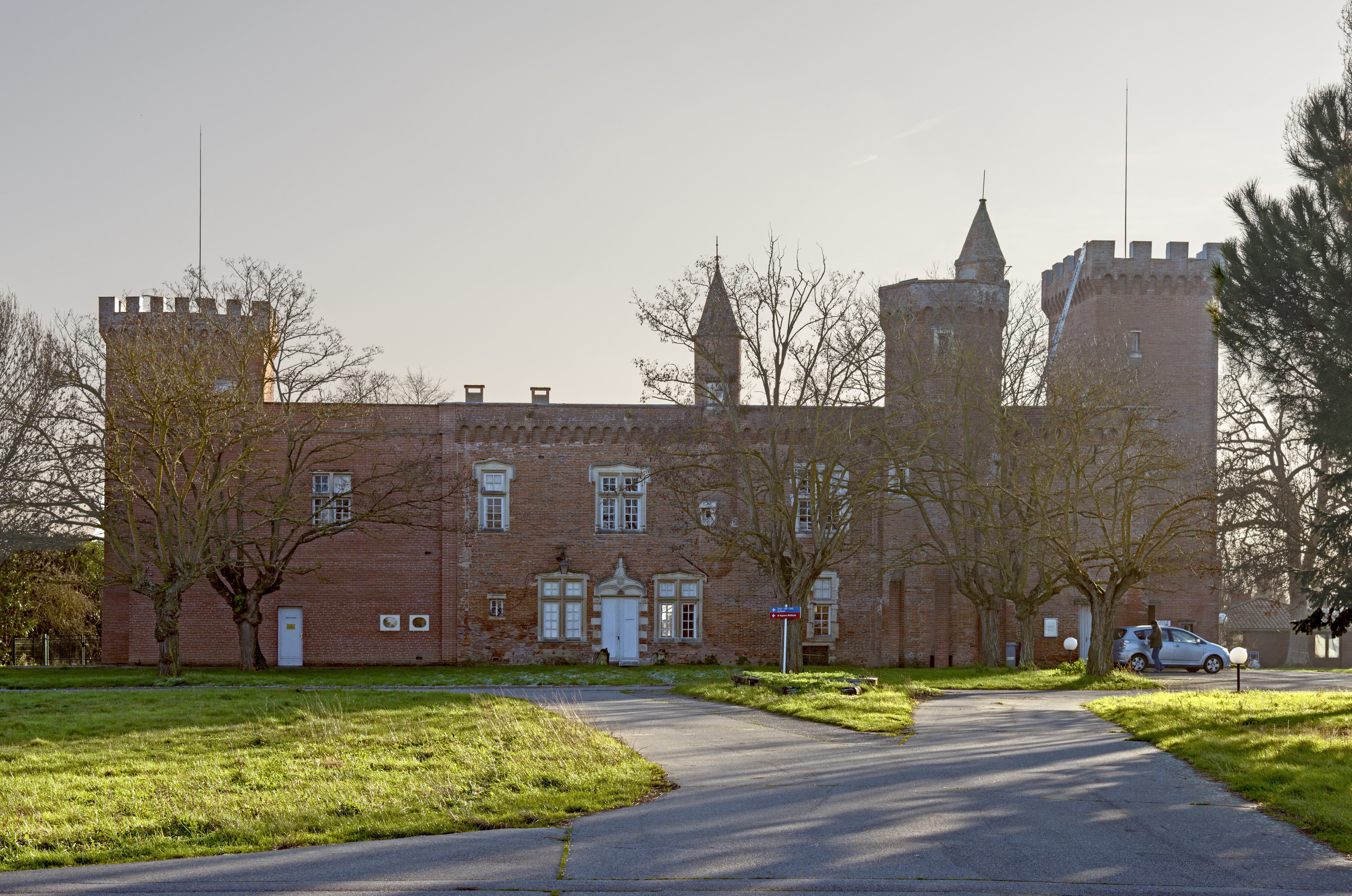
Slottet.
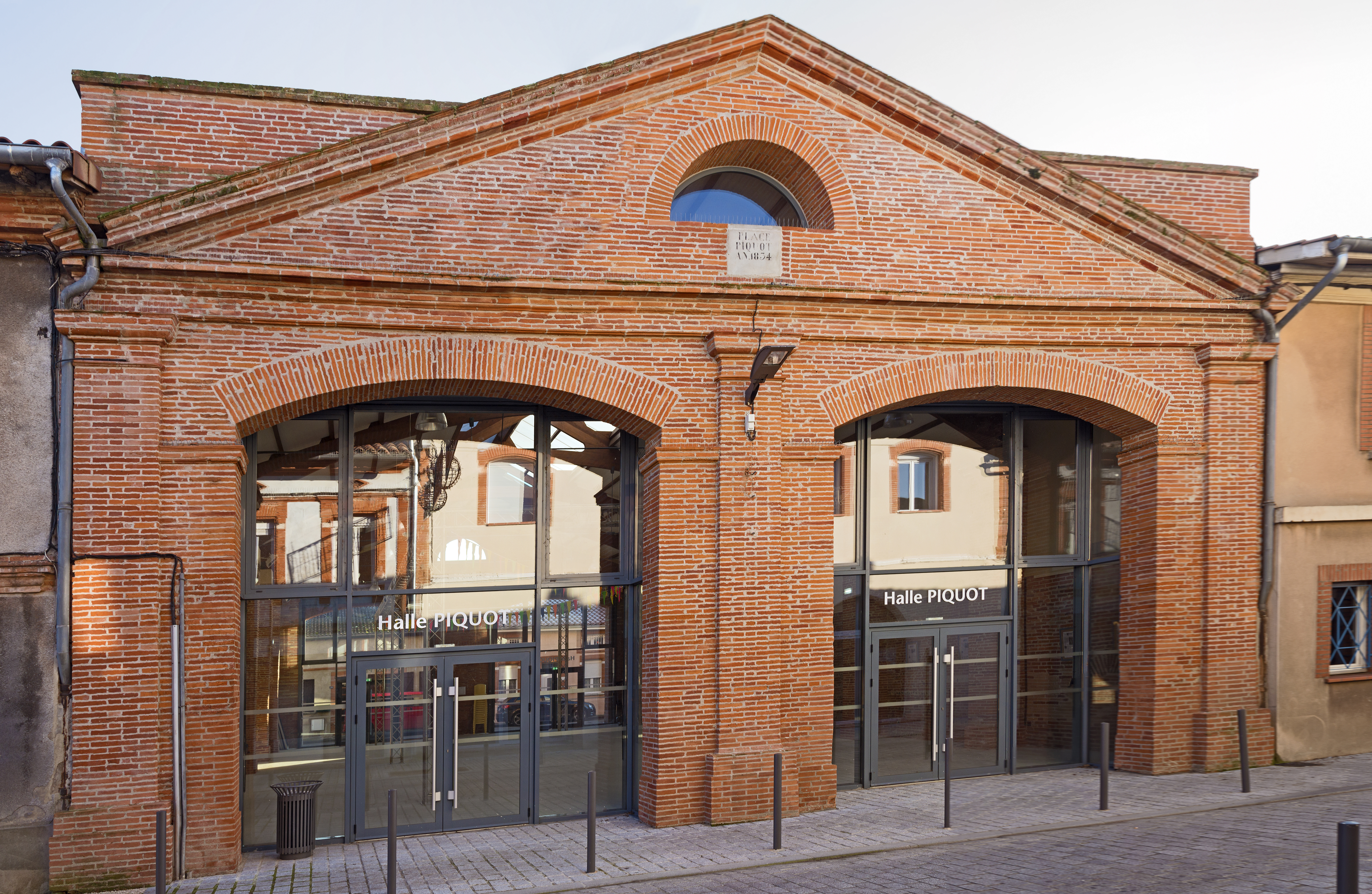
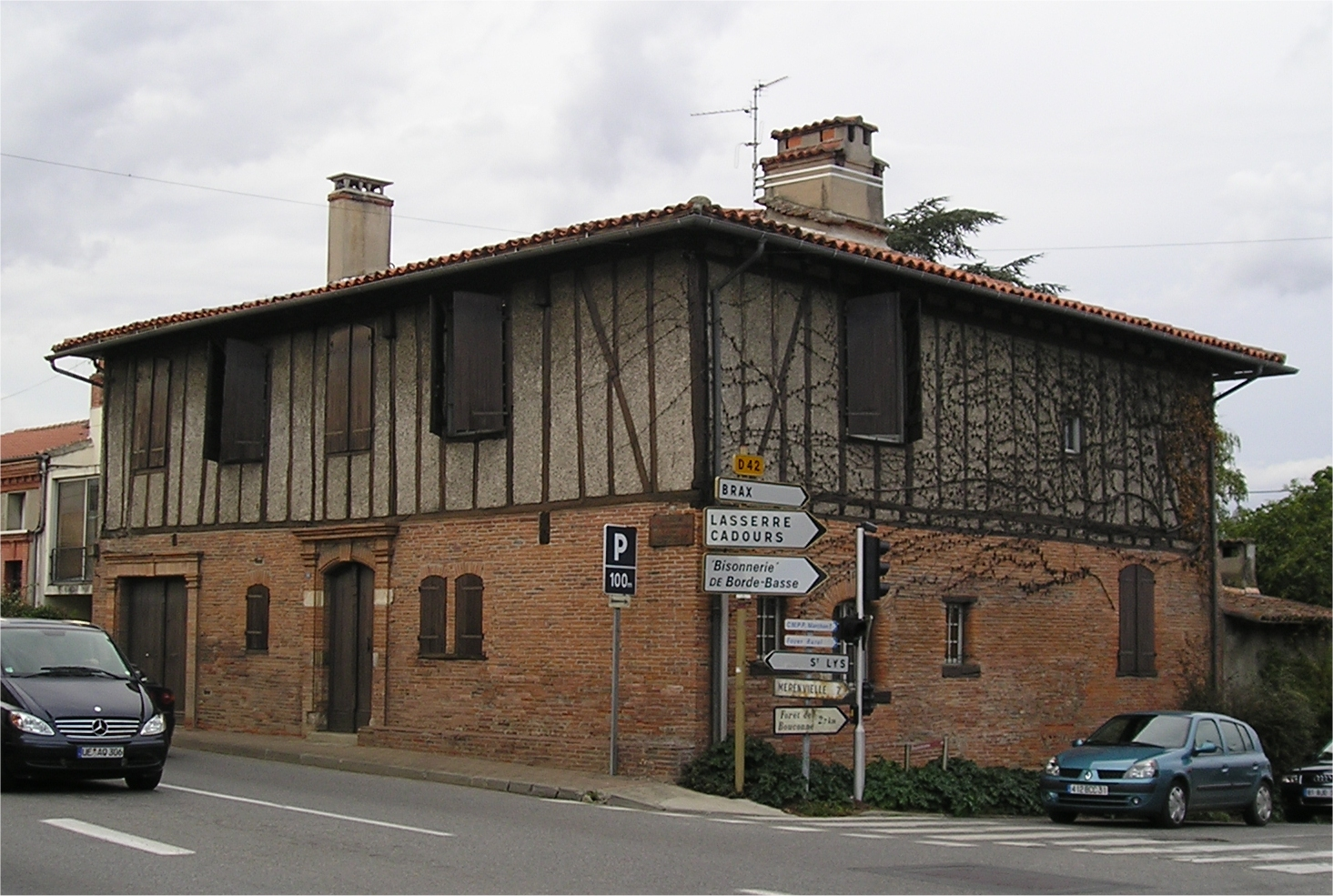
Den före detta gästgiveri.